# Tandoku-renshu
Le tandoku-renshu est un domaine du judo s'intéressant à l'entraînement en solitaire sans l'aide d'un partenaire. 

## Techniques du tandoku-renshu
- Nage-no-kata
- Katame-no-kata
- Kime-no-kata
- Ju-no-kata
- Koshiki-no-kata
- Seiryoku-Zenyo-Kokumin-Taiiku (première partie)

## Filmographie
- Akira Kurosawa, La nouvelle légende du grand judo, 1945.